# Laffly S 15 T
Unter den Bezeichnungen Laffly S 15 R, Hotchkiss W 15 R, Laffly S 15 T, Hotchkiss W 15 T und Citroën W 15 T wurden von 1937 bis 1940 eine größere Anzahl leichter allradgetriebener Dreiachsfahrzeuge an die französische Armee geliefert.

## Fahrgestell
Alle Fahrzeuge hatten – soweit nicht anders vermerkt – im Prinzip das gleiche Fahrgestell: Es hatte drei angetriebene Achsen (6×6), wobei der Antrieb der vorderen Achse zugeschaltet werden konnte. Das Getriebe hatte vier Vorwärtsgänge und einen Rückwärtsgang, dazu ein Vorgelegegetriebe. Vor der Vorderachse und zwischen Vorder- und erster Hinterachse waren kleine Hilfsräder angebracht, die ein Aufsitzen des Fahrzeugs in unebenem Gelände verhindern sollten. Der Radstand des Fahrgestells betrug 1840 mm + 1000 mm, die Spur vorne 1530 mm und hinten 1540 mm.
Als Antrieb diente einheitlich (außer beim Citroën W 15 T) ein Vierzylinder-Otto-Motor von Hotchkiss mit 86 mm Bohrung und 99,5 mm Hub (2312 cm³) mit einer Leistung von ca. 52 PS bei 3200/min.
Die Fahrzeugtypen unterschieden sich jedoch alle im Aufbau.
Der Typ Laffly S 15 R darf nicht verwechselt werden mit dem Laffly V 15 R, einem von Laffly und auch von der Firma Corre-La Licorne gebauten viersitzigen Vierrad-Pkw.

## Aufbau

### Laffly S 15 R

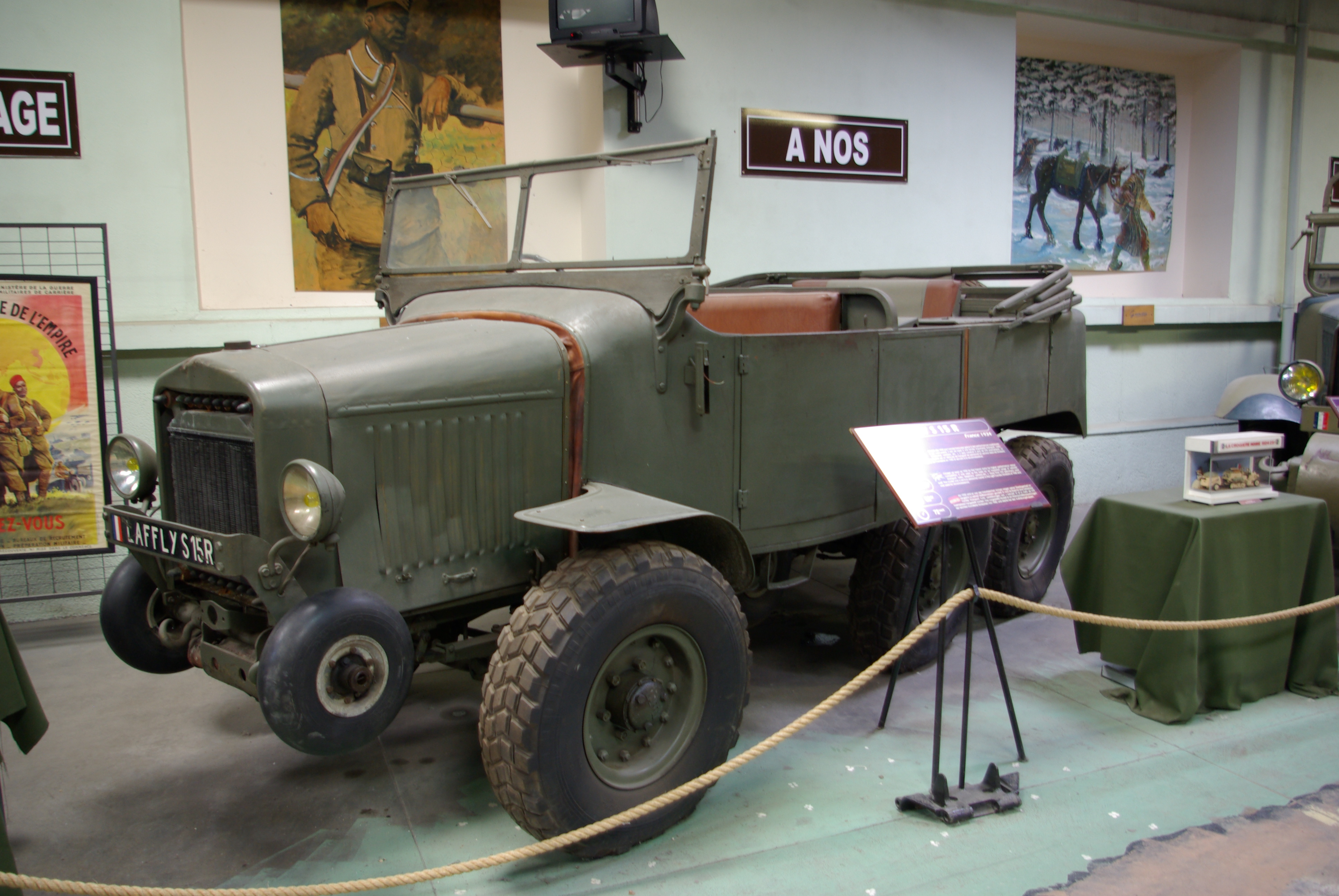
Laffly S 15 R im Panzermuseum Saumur, aufgenommen 2004

Der Urvater dieser Fahrzeugserie, der Laffly S 15 R, wurde 1935 von der vorher vor allem für Feuerwehrfahrzeuge bekannten Firma Laffly ab 1935 als geländegängiger sechssitziger Personenwagen („voiture de liaison tous terrains 6 places“) entwickelt. Die ersten Prototypen hatten den Motor des Peugeot 601. Der oben offene, mit einem Stoffverdeck schließbare Aufbau enthielt zwei Sitze vorne und zwei Sitze sowie zwei Klappsitze hinten.
Die ersten 26 Exemplare wurden 1936 bestellt und im Winter 1937/8 an die französische Armee geliefert. Insgesamt wurden mindestens 755 Stück, davon die letzten 21 im Mai 1940, gebaut. Außerdem erhielt die rumänische Luftwaffe 10 von der Fa. Hotchkiss gebaute S 15 R.
Varianten:
- Im Mai 1940 wurde ein Fahrzeug probehalber als Materialtransporter für Pioniere (transport du matérial du génie) ausgestattet und geliefert.[5]
- Anfang 1938 wurden drei Fahrzeuge mit Pritsche und Einachsanhänger als geländegängige Versorgungsfahrzeuge für die Infanterie („allègement d' infanterie“) erprobt.[6]
- Kolonialtyp („Type colonies“): Im Frühjahr 1939 wurden sechs Laffly S 15 T (s. u.) und zwei S 15 R nach Nordafrika geliefert, bestimmt für die im Tschad stehenden Truppen. Die Fahrzeuge erwiesen sich jedoch unter den dort herrschenden klimatischen Bedingungen als im Wesentlichen unbrauchbar, weil sie zu empfindlich gegen Wüstensand waren. Ein weiterer Typ S 15 R und acht S 15 T sollen später noch für die Kolonien gebaut wurden sein.[7]
- geländegängiges Sanitätsfahrzeug, S. 15 C: 70 Stück 1936 für die französische Luftwaffe, geschlossener Kastenaufbau, eingerichtet für zwei liegende oder vier sitzende Verwundete, 4870 mm lang, 1880 mm breit, 2500 mm hoch. Vier weitere gleichartige Fahrzeuge gingen an die rumänische Luftwaffe.[8]
- Nachrichtenfahrzeug S 15 L: im Frühjahr 1939 bestellte die französische Luftwaffe 30 Fahrzeuge mit geschlossenem Aufbau (ähnlich dem Sanitätsfahrzeug) für Nachrichtenzwecke, die im Oktober 1939 geliefert wurden. Bei diesen Fahrzeugen waren nur die beiden Hinterachsen angetrieben, die Vorderachse nicht.[9]

Aus dem Laffly S 15 R wurde in den folgenden zwei Jahren eine ganze Reihe weiterer immer schwererer dreiachsiger Allrad-Zugmaschinen entwickelt: Laffly S 20 TL, Laffly S 25 T, Laffly S 35 T und Laffly S 45 T.

### Hotchkiss W 15 R
Im Laufe des Jahres 1939 hatte die Firma Hotchkiss die Firma Laffly übernommen. Weitere Bestellungen des sechssitzigen Geländewagens für die französische Armee – die schließlich die Höhe von 350 Stück erreichten – gingen daher ab 1939 an Hotchkiss und hießen jetzt W 15 R. Das Hotchkiss-Fahrzeug glich völlig seinem Vorgänger von Laffly, lediglich der Rahmen war etwas tiefergelegt, um dem Fahrzeug einen möglichst niedrigen Aufzug zu geben. Indessen war die Firma Hotchkiss mit anderen Rüstungsaufträgen derart ausgelastet, dass die Lieferung dieser neu bestellten Fahrzeuge auf das Jahr 1941 verschoben wurde. Nach der Niederlage Frankreichs Ende Juni 1940 kam es zu keiner Lieferung mehr. In der unmittelbaren Nachkriegszeit 1945/46 baute Hotchkiss allerdings diesen Typ nochmals in einigen Stücken aus vorhandenen Restteilen.

### Laffly S 15 T
Der Laffly S 15 T war eine Zugmaschine für leichte Feldartillerie-Geschütze, namentlich für die 75-mm-Kanone 97 und die 105-mm-Haubitze 35. Der Prototyp wurde 1936 erfolgreich getestet, ein erstes Los noch in diesem Jahr bestellt, dessen Auslieferung ab Ende 1937 erfolgte. Im Zeitraum 1936 bis Frühjahr 1939 wurden insgesamt 411 Stück bestellt, von denen 380 bis zum September 1939 ausgeliefert wurden. Die Fertigstellung der restlichen 31 Stück erfolgte im September 1939 beziehungsweise Februar 1940.
Das Fahrzeug ersetzte in den motorisierten leichten Batterien der Feldartillerie die bis dahin benutzte Halbkettenzugmaschine Citroën-Kégresse P17. In der Kriegsgliederung hatte eine Batterie zu vier Geschützen insgesamt zehn Zugmaschinen Laffly S 15 T: vier zum Ziehen der Geschütze, sechs zum Ziehen der sechs Munitionsprotzen.
Weitere zehn Stück S 15 T lieferte Hotchkiss an die rumänische Luftwaffe.

Varianten:
- Nachrichtenfahrzeug: Am 20. Februar 1940 wurden drei Laffly S 15 T „pour telephonistes“ zur Erprobung an die französische Armee geliefert. Sie hatten einen oben offenen Aufbau und einen Einachsanhänger mit Fernsprechgerät und waren dazu gedacht, in den Nachrichtengruppen der Feldartillerie-Batterien Personal und Material zu transportieren, das erforderlich war, um die für die Batterie erforderlichen Nachrichtenverbindungen zu erstellen und zu betreiben. Ende Mai 1940 wurden die drei Fahrzeuge an den Hersteller zur Durchführung von Abänderungen zurückgegeben. Eine spätere Serienfertigung sollte als Unterart der Zugmaschine Hotchkiss W 15 T erfolgen.
- Kolonialfahrzeug: Zusammen mit zwei Laffly S 15 R wurden im Februar 1940 acht Laffly S 15 T einer Variante „porte canon“ nach Nordafrika geliefert.[16] Der Zusatz „porte canon“ deutet darauf hin, dass das Geschütz nicht gezogen, sondern auf einer Ladefläche verlastet werden sollte, was eine entsprechende Änderung des Aufbaus voraussetzt. Wie dieser geänderte Aufbau aussah, ist nicht mehr bekannt, sicher ist nur, dass die Fahrzeuge den klimatischen Bedingungen (Wüstensand) nicht gewachsen waren (s. o.).
- Tankfahrzeug: Die rumänische Luftwaffe bestellte und erhielt von der Firma Hotchkiss 29 Tankfahrzeuge des Typs S 15 TL mit 1400-Liter-Tank.[17]

### Laffly S 15 TOE

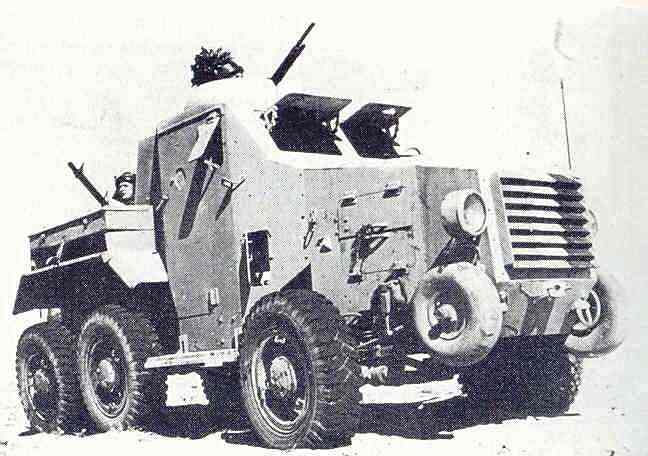
Laffly S 15 TOE in Nordafrika

In Algerien und den afrikanischen Kolonien wurde ein neues gepanzertes Fahrzeug gebraucht, um die dort noch im Einsatz befindlichen Radpanzer Laffly 50 AM und Panhard 175 TOE abzulösen. Man griff auf das allradgetriebene Fahrgestell des Laffly S 15 T zurück und versah dieses mit einem gepanzerten Aufbau und MG-Turm; das so entstandene Fahrzeug hieß Laffly S 15 TOE (Théâtre d' Opérations Extérieures). Die Motorleistung wurde (bei gleichbleibendem Hubraum) auf 60 PS gebracht. Ein Prototyp zu Testzwecken wurde 1934 geliefert, eine Serie von 45 Fahrzeugen wurde 1937 bestellt und im Frühjahr 1939 ausgeliefert. Von den Fahrzeugen kamen 25 nach Tunesien und 20 nach Subsahara-Afrika. Etwa die Hälfte von ihnen erhielt eine besondere Funkausstattung. Im Rahmen der französisch-italienischen Auseinandersetzungen im Juni 1940 gerieten vier dieser Fahrzeuge in italienische Hände und wurden von den Italienern noch einige Zeit weiter benutzt.

### Hotchkiss W 15 T
Die Zugmaschine S 15 T sollte von der Firma Hotchkiss als W 15 T weitergebaut werden, wobei – wie beim W 15 R – der Rahmen tiefergelegt werden sollte. Die ersten Bestellungen erfolgten bereits 1938, eine Serienfertigung sollte bei Hotchkiss im Dezember 1939 mit 40 Stück im Monat beginnen und sich bis Mai 1940 auf 300 im Monat steigern. Vorgesehen war die Fertigung des Fahrzeugs in zwei Varianten:
- zum Ziehen von 75-mm-Kanone oder 105-mm-Haubitze und der Munitionsprotzen hierzu, wie der Laffly S 15 T,
- zum Ziehen der neu eingeführten 47-mm-Panzerabwehrkanone,
- als Nachrichtenfahrzeug, wie der Laffly S 15 T.

Die Motorleistung konnte – bei gleichem Hubraum – um 4 PS gesteigert werden und betrug jetzt 56 PS.
Indessen war Hotchkiss mit anderen Rüstungsaufträgen völlig überlastet. Eine erste Auslieferung erfolgte daher erst im April 1940 mit 20 Stück, alle zum Ziehen der 47-mm-Panzerabwehr-Kanone (PaK). Im Mai 1940 folgten weitere 90 Stück, teils als Zugmaschinen für die 47-mm-PaK, teils in der Ausführung W 15 TCC (s. u.). Im Juni folgte bis zur Besetzung von Paris durch die Wehrmacht am 14. Juni 1940 eine weitere unbekannte Stückzahl, meist wohl in der Variante W 15 TCC, aber darunter auch drei Zugfahrzeuge für 75-mm-Kanonen.

### Laffly W 15 TCC
Es entstand zu Kriegsbeginn im französischen Heer die Idee, die gerade in der Einführung befindliche 47-mm-Panzerabwehrkanone auf einem Pivot auf der Ladefläche der Zugmaschine W 15 T aufzubauen, um dadurch ein schnelleres Instellunggehen, vielleicht sogar ein Feuern aus der Bewegung heraus zu ermöglichen. Zwar saß die Bedienung des Geschützes oben auf der Ladefläche und damit relativ hoch „auf dem Präsentierteller“, diesen Nachteil wollte man indessen durch eine Panzerung des Aufbaus ausgleichen. Ein erster Prototyp wurde im März 1940 fertig und dem Militär vorgeführt. Der gesamte Aufbau war gepanzert, was dazu führte, dass das Geschütz nur nach rückwärts mit beschränktem Seitenrichtbereich feuern konnte.
Als die deutschen Truppen im Mai 1940 bei Sedan die französische Front durchbrachen und die Masse der alliierten Armeen in Südbelgien und Nordfrankreich einschlossen, versuchten die Franzosen, mit letzten Mitteln eine Niederlage abzuwenden. Der gerade zum Oberkommandeur ernannte General Maxime Weygand organisierte eine Auffangstellung südlich der Somme, die nach ihm benannte Weygand-Linie. Zu deren Verstärkung mussten so schnell wie möglich moderne Waffen herangeschafft werden, die Produktion der 47-mm-PaK auf Selbstfahrlafette wurde also sofort mit höchster Dringlichkeit unter der Bezeichnung Laffly W 15 TCC befohlen. Die Serienfahrzeuge unterschieden sich vom Prototyp dadurch, dass der Panzerschutz sich auf Frontscheibe und Dach über der Fahrerkabine beschränkte, die Geschützbedienung war nur durch den Schutzschild der 47-mm-PaK geschützt. Dies geschah zur Beschleunigung der Produktion, gleichzeitig wurde hierdurch das Gewicht des Aufbaus verringert. Am 24. Mai 1940 wurden die ersten 100 Fahrzeuge bestellt, sie waren in der Fabrik von Laffly zu bauen. Die Lieferungen erfolgten unverzüglich, die ersten fünf noch am 24. Mai abends, sodann alle zwei Tage weitere fünf Stück. Am 29. Mai wurden weitere 100 Stück bestellt, wobei die Produktionsrate verdoppelt werden sollte (täglich fünf Stück). Nachdem das Produktionssoll der 47-mm-PaK 150 Stück im Monat betrug, bedeutete dies, dass ab jetzt alle 47-mm-PaK in dieser Selbstfahrlafetten-Konfiguration auszuliefern waren. Bis 11. Juni konnten 55 Fahrzeuge ausgeliefert werden, am nächsten Tag folgten nochmals sechs Stück, und bis zur Besetzung von Paris durch die Wehrmacht am 14. Juni 1940 nochmals neun.
Der Einsatz dieser Fahrzeuge erfolgte in selbständigen Panzerabwehrzügen („sections de chasseurs de chars“), eine solche section de chasseurs de chars umfasste an Fahrzeugen einen geländegängigen Pkw Laffly V 15 R als Führungsfahrzeug, fünf Laffly W 15 TCC, zwei Halbkettenfahrzeuge Unic TU 1 als geländegängige Versorgungsfahrzeuge und eine Radzugmaschine Laffly S 25 T als Bergefahrzeug.
Die ersten dieser Formationen kamen noch in der Schlacht an der Aisne (1940) ab 9. Juni 1940 zum Einsatz, die übrigen bei der Verteidigung der Übergänge über die Loire um den 20. Juni 1940. Die Fahrzeuge, so französische Quellen, hätten sich im Einsatz sehr bewährt („merveille“). Dies ist allerdings anzuzweifeln: Der Einsatz erfolgte, bevor die Besatzungen ordnungsgemäß an dem neuen Gerät ausgebildet werden konnten, Einsatzgrundsätze waren noch nicht entwickelt, und der Einsatz von Formationen in Zugstärke deutet auf ein völliges Verzetteln der Kräfte statt einer Schwerpunktbildung hin. Bezeichnenderweise wird auch in keiner deutschen Publikation die 47-mm-Pak auf Selbstfahrlafette überhaupt geschweige denn gar als besonders zu fürchtender Gegner erwähnt.

### Citroën W 15 T
Da absehbar war, dass die Produktionskapazitäten bei Hotchkiss nicht ausreichen würden, um alle Bestellungen der französischen Armee für Fahrzeuge der Typen W 15 T zu erfüllen, wurde im Dezember 1939 der Firma Citroën ein Teil der Bestellungen übertragen. Insbesondere sollte Citroën 1650 Stück einer Variante herstellen, die zum Ziehen der Hotchkiss 25-mm-FlaK bestimmt war. Hierbei sollte das Fahrzeug den aus dem Citroën Traction Avant bekannten 1911-cm³-Motor mit 55 PS und auch ein Getriebe aus dem Hause Citroën erhalten. Von diesen jetzt Citroën W 15 T genannten Fahrzeugen wurden ab etwa Anfang Mai 1940 vermutlich 28 Stück an die französische Armee geliefert. Wann, wo und wie die Fahrzeuge eingesetzt wurden, ist nicht bekannt.

## Weiterverwendung durch die deutsche Wehrmacht
Insgesamt wurden einschließlich aller Abarten von den oben genannten Fahrzeugen etwa 1500 Stück hergestellt. Hiervon gingen im Laufe der Kampfhandlungen im Mai und Juni 1940 etliche verloren, ein Teil konnte in den unbesetzten Südteil Frankreichs gerettet werden, ein Teil wurde auch von Soldaten der Wehrmacht erbeutet. Brauchbare Zahlen dazu gibt es nicht. Die als Zugmaschinen für Feldgeschütze verwendeten Laffly S 15 T waren zum Ziehen der deutschen Feldgeschütze 10,5-cm-leichte Feldhaubitze 18 nicht geeignet, da das deutsche Geschütz schwerer als die französischen leichten Feldgeschütze war und zudem zusammen mit der Munitionsprotze in einer Last gefahren wurde. Die in den Kolonien von den Franzosen eingesetzten Fahrzeuge vertrugen den Sand und den Staub nicht. Warum dies bei von Deutschen in der Sowjetunion verwendeten Beute-Kfz. anders gewesen sein soll, erschließt sich nicht. Erbeutete Fahrzeuge werden daher nur kurzzeitig und meist bei den in Frankreich als Besatzungsmacht verbliebenen Truppen eingesetzt worden sein.
Der „Baustab Becker“ begann im Jahr 1942, mit Hilfe der französischen Industrie in Gefechtshandlungen teilzerstörte und liegengebliebene französische Fahrzeuge wieder instand zu setzen und zu für die Wehrmacht geeigneten Fahrzeugen umzubauen. Es gibt mehrere Bilder, auf denen jeweils ein überpanzertes Laffly-Fahrzeug mit drei Achsen zu sehen ist, und eines mit gepanzertem Aufbau und allerdings bloß zwei Achsen. Hier wurden offenbar nur Prototypen oder höchstens eine Handvoll entsprechend umgerüstet. Ferner werden 24 Stück eines als Feldkabelbaufahrzeug eingerichteten Laffly S 15 T genannt.

## Technische Daten
Die oben genannten Fahrzeugtypen hatten im Übrigen, soweit nicht im Text bereits erwähnt, folgende technischen Daten:
| Typ                | Gewicht (kg) | Nutzlast (kg) | Länge (mm) | Breite (mm) | Höhe (mm) | km/h | PS | Reichweite |
| ------------------ | ------------ | ------------- | ---------- | ----------- | --------- | ---- | -- | ---------- |
| Laffly S 15 R      | 2850         | 800           | 4640       | 1850        | 2150      | 72   | 52 | .          |
| Hotchkiss W 15 R   | 2850         | 800           | 4640       | 1850        | 1960      | 72   | 56 | .          |
| Laffly S 15 T      | 3900         | 1400          | 4700       | 1800        | 2350      | 51   | 52 | .          |
| Laffly S 15 TOE    | 5200         | .             | 4540       | 1850        | 2450      | 62   | 60 | 1000 km    |
| Hotchkiss W 15 T   | 3250         | 1200          | 4500       | 1900        | 2150      | 51   | 56 | .          |
| Hotchkiss W 15 TCC | 4960         | .             | .          | .           | .         | .    | .  |            |
| Citroën W 15 T     | 3200         | 1300          | 4650       | .           | 1650      | 49   | 55 | .          |